# Condado de Somerset (Pensilvania)
El condado de Somerset es un condado ubicado en el estado de Pensilvania, Estados Unidos. En 2000, su población era de 80.023 habitantes. El condado de Somerset fue fundado en 1795 a partir de parte del condado de Bedford. Su sede está en Somerset. 

## Geografía

### Condados adyacentes
- Condado de Cambria (norte)
- Condado de Bedford (este)
- Condado de Allegany (Maryland) (sureste)
- Condado de Garrett (Maryland) (suroeste)
- Condado de Fayette (oeste)
- Condado de Westmoreland (noroeste)

## Demografía
Según el censo de 2000, el condado cuenta con 80.023 habitantes, 31.222 hogares y 22.042 familias residentes. La densidad de población es de 29 hab/km² (74 hab/mi²). Hay 37.163 unidades habitacionales con una densidad promedio de 13 u.a./km² (35 u.a./mi²). La composición racial de la población del condado es 97,39% Blanca, 1,59% Afroamericana o Negra, 0,08% Nativa americana, 0,21% Asiática, 0,01% De las islas del Pacífico, 0,31% de Otros orígenes y 0,40% de dos o más razas. El 0,66% de la población es de origen hispano o latino cualquiera sea su raza de origen.
De los 31.222 hogares, en el 29,40% de ellos viven menores de edad, 58,30% están formados por parejas casadas que viven juntas, 8,50% son llevados por una mujer sin esposo presente y 29,40% no son familias. El 26,10% de todos los hogares están formados por una sola persona y 13,60% de ellos incluyen a una persona de más de 65 años. El promedio de habitantes por hogar es de 2,45 y el tamaño promedio de las familias es de 2,95 personas.
El 22,30% de la población del condado tiene menos de 18 años, el 7,60% tiene entre 18 y 24 años, el 27,80% tiene entre 25 y 44 años, el 24,30% tiene entre 45 y 64 años y el 18,00% tiene más de 65 años de edad. La mediana de la edad es de 40 años. Por cada 100 mujeres hay 99,80 hombres y por cada 100 mujeres de más de 18 años hay 98,90 hombres.

## Historia reciente
En 2001, durante los atentados del 11 de septiembre de 2001, el vuelo 93 de United Airlines, se estrelló cerca del pueblo de Shanksville. 
En julio de 2002, luego de un gran esfuerzo, varios mineros fueron rescatados luego de un accidente en la mina Quecreek. 
En abril de 2004, el Pentágono dio crédito al soldado Joseph Darby de Jenners, Condado de Somerset, por haber denunciado y logrado detener los abusos cometidos en la prisión Abu Ghraib, en Bagdad, Irak.

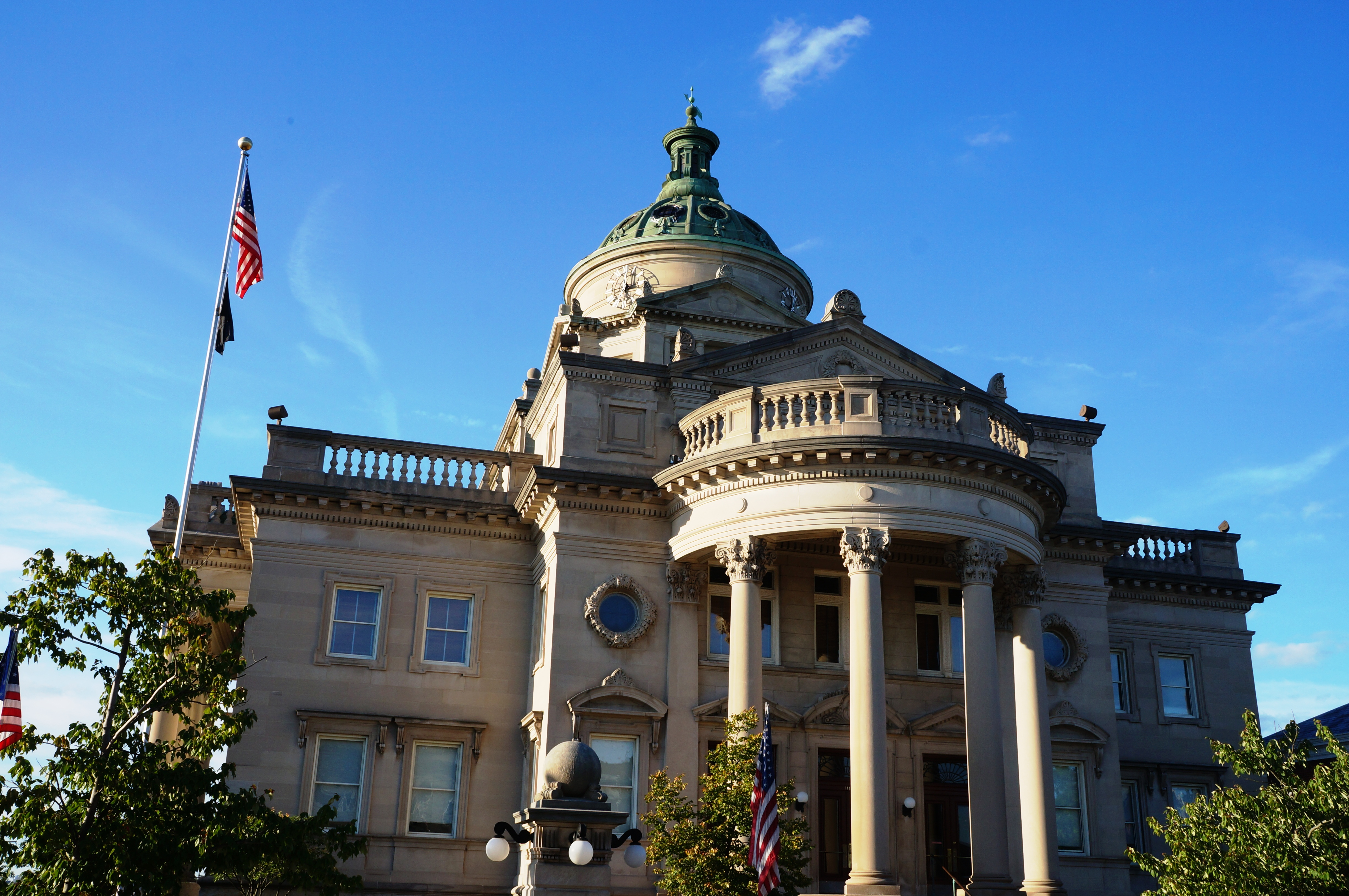
Somerset County Court 2

## Localidades

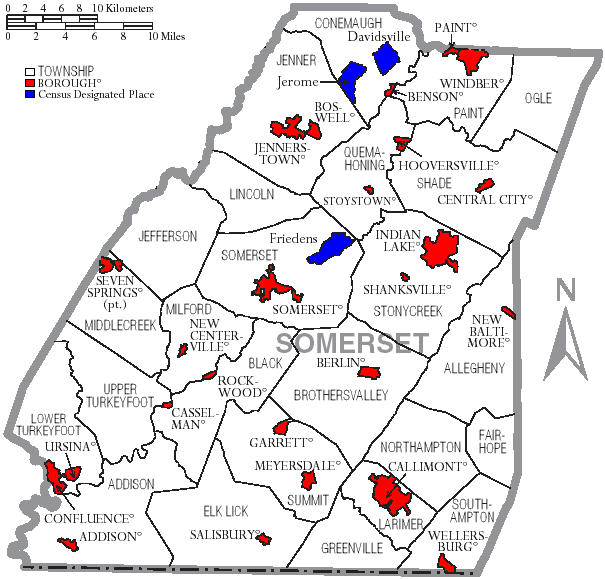
Mapa del condado con los boroughs en rojo, los municipios en blanco y los lugares designados por el censo en azul.

### Boroughs
| - Addison - Benson - Berlin - Boswell - Callimont - Casselman - Central City - Confluence - Garrett | - Hooversville - Indian Lake - Jennerstown - Meyersdale - New Baltimore - New Centerville - Paint - Rockwood | - Salisbury - Seven Springs (parcial) - Shanksville - Somerset - Stoystown - Ursina - Wellersburg - Windber |

### Municipios
| - Municipio de Addison - Municipio de Allegheny - Municipio de Black - Municipio de Brothersvalley - Municipio de Conemaugh - Municipio de Elk Lick - Municipio de Fairhope - Municipio de Greenville | - Municipio de Jefferson - Municipio de Jenner - Municipio de Larimer - Municipio de Lincoln - Municipio de Lower Turkeyfoot - Municipio de Middlecreek - Municipio de Milford - Municipio de Northampton | - Municipio de Ogle - Municipio de Paint - Municipio de Quemahoning - Municipio de Shade - Municipio de Somerset - Municipio de Southampton - Municipio de Stonycreek - Municipio de Summit - Municipio de Upper Turkeyfoot |

### Lugares designados por el censo
- Cairnbrook
- Davidsville
- Edie
- Friedens
- Jerome

### Áreas no incorporadas
- Jenners
- Springs